# Beng Rovigo Volley 2013-2014
Questa voce raccoglie le informazioni riguardanti la Beng Rovigo Volley nelle competizioni ufficiali della stagione 2013-2014.

## Stagione
La stagione 2013-14 è per la Beng Rovigo Volley la prima in Serie A2: la squadra infatti è stata ripescata dalla Serie B1, dopo la rinuncia di alcune squadre alla partecipazione del campionato cadetto; sulla panchina siede Stefano Ferrari, mentre la rosa viene quasi completamente modificata: tra gli acquisti quelli di Marta Agostinetto, Laura Crepaldi, Daniela Nardini, Stefania Pistolato ed Elisa Peluso.
Nelle prime sei giornate di campionato, la squadra di Rovigo vince quattro partite e ne perde due, mentre in tutto il resto del girone di andata i risultati sono altalenanti, ma che comunque la portano ad arrivare al quinto posto in classifica. Nel girone di ritorno i risultati sono meno soddisfacenti: la Beng Rovigo Volley infatti riesce a vincere solo tre gare, chiudendo la regular season al settimo posto, l'ultimo utile per qualificarsi ai play-off promozione; nei quarti di finale la sfida è contro la Pro Victoria: la Beng Rovigo vince la gara di andata per 3-2, ma perde quella di ritorno per 3-1, venendo eliminata a causa del minor numero di punti guadagnato assegnati dalla due sfide.
Tutte le squadre partecipanti alla Serie A2 2013-14 sono di diritto qualificate alla Coppa Italia di categoria: negli ottavi di finale le venete sconfiggono la Polisportiva Antares, vincendo sia la gara di andata sia quella di ritorno, mentre nei quarti di finale sono eliminati dal club di Monza, perdendo entrambe le gare giocate.

## Organigramma societario
Area direttiva
- Presidente: Antonio Monesi
- Vicepresidente: Valeria Rizzi
- Amministratore unico: Andrea Scanavacca
- Consigliere: Fabio Volpe, Nicola Settini
- Segreteria generale: Sabrina Sgardiolo
- Amministrazione: Sabrina Sgardiolo

Area organizzativa
- Team manager: Carlo Gazzetta
- Accompagnatore: Euro Chiarello, Ilario Davì, Fabrizio Vicariotto

Area tecnica
- Allenatore: Stefano Ferrari
- Allenatore in seconda: Francesca Pantiglioni
- Assistente allenatore: Davide Gioachini
- Scout man: Carlo Santin

Area comunicazione
- Speaker: Ilario Davì

Area sanitaria
- Medico: Marco Fogli, Lisa Munari
- Preparatore atletico: Rossano Bertocco
- Fisioterapista: Alessandro Vio, Giulia Pampani

## Rosa
| N° | Nome               | Ruolo | Data di nascita  | Nazionalità sportiva |
| -- | ------------------ | ----- | ---------------- | -------------------- |
| 3  | Chiara Agostini    | P     | 6 giugno 1991    | Italia               |
| 4  | Giulia Kotlar      | C     | 25 gennaio 1989  | Italia               |
| 5  | Daniela Nardini    | C     | 18 dicembre 1982 | Italia               |
| 6  | Stefania Pistolato | S     | 6 novembre 1992  | Italia               |
| 7  | Roberta Brusegan   | C     | 14 gennaio 1986  | Italia               |
| 8  | Jasmine Rossini    | S     | 18 giugno 1992   | Italia               |
| 9  | Laura Crepaldi     | S     | 8 novembre 1982  | Italia               |
| 10 | Elisa Peluso       | P     | 6 maggio 1978    | Italia               |
| 11 | Marta Agostinetto  | S/O   | 22 aprile 1987   | Italia               |
| 12 | Lisa Cheli         | C     | 11 maggio 1992   | Italia               |
| 13 | Veronica Giacomel  | L     | 28 dicembre 1993 | Italia               |
| 14 | Chiara Aluigi      | S     | 4 febbraio 1993  | Italia               |
| 17 | Carlotta Cervella  | L     | 15 marzo 1985    | Italia               |

## Mercato
| Acquisti | Acquisti           | Acquisti           | Acquisti   |
| R.       | Nome               | da                 | Modalità   |
| -------- | ------------------ | ------------------ | ---------- |
| S        | Chiara Aluigi      | Snoopy Pesaro      | definitivo |
| S/O      | Marta Agostinetto  | Pro Victoria Monza | definitivo |
| P        | Chiara Agostini    | Vispa              | definitivo |
| C        | Roberta Brusegan   | Villanterio        | definitivo |
| L        | Carlotta Cervella  | Vispa              | definitivo |
| C        | Lisa Cheli         | San Mariano        | definitivo |
| S        | Laura Crepaldi     | Savino Del Bene    | definitivo |
| C        | Giulia Kotlar      | Antares            | definitivo |
| C        | Daniela Nardini    | Casalmaggiore      | definitivo |
| P        | Elisa Peluso       | San Mariano        | definitivo |
| S        | Stefania Pistolato | Cadelbosco         | definitivo |
| S        | Jasmine Rossini    | Hermaea            | definitivo |

| ? |

## Risultati

### Serie A2

#### Girone di andata
| 1ª giornata - 20 ottobre 2013 Palazzetto dello Sport, San Casciano | San Casciano    | 2 - 3 | Beng Rovigo | 25-20, 16-25, 16-25, 25-22, 7-15  |
| 2ª giornata - 27 ottobre 2013 Palazzetto dello Sport, Rovigo       | Beng Rovigo     | 3 - 0 | Flero       | 27-25, 25-23, 25-21               |
| 3ª giornata - 2 novembre 2013 Palazzetto dello Sport, Monza        | Pro Victoria    | 3 - 2 | Beng Rovigo | 25-19, 16-25, 20-25, 25-22, 15-13 |
| 4ª giornata - 24 novembre 2013 Palazzetto dello Sport, Rovigo      | Beng Rovigo     | 1 - 3 | Soverato    | 18-25, 25-19, 17-25, 17-25        |
| 5ª giornata - 1º dicembre 2013 PalaPuca, Sant'Antimo               | New Libertas    | 2 - 3 | Beng Rovigo | 25-19, 20-25, 30-28, 17-25, 11-15 |
| 6ª giornata - 8 dicembre 2013 Palazzetto dello Sport, Rovigo       | Beng Rovigo     | 3 - 0 | Antares     | 25-20, 25-18, 25-22               |
| 7ª giornata - 15 dicembre 2013 PalaResia, Bolzano                  | Neruda          | 3 - 0 | Beng Rovigo | 25-14, 26-24, 25-12               |
| 8ª giornata - 22 dicembre 2013 Palazzetto dello Sport, Rovigo      | Beng Rovigo     | 3 - 0 | Pavia       | 25-20, 25-17, 25-18               |
| 9ª giornata - 26 dicembre 2013 Palazzetto dello Sport, Scandicci   | Savino Del Bene | 1 - 3 | Beng Rovigo | 22-25, 25-14, 25-27, 22-25        |
| 10ª giornata - 6 gennaio 2014 PalaRivalta, Reggio nell'Emilia      | Cadelbosco      | 3 - 2 | Beng Rovigo | 28-26, 16-25, 25-18, 21-25, 16-14 |
| 11ª giornata - 12 gennaio 2014 Palazzetto dello Sport, Rovigo      | Beng Rovigo     | 3 - 1 | Towers      | 25-19, 19-25, 25-16, 25-22        |

#### Girone di ritorno
| 12ª giornata - 26 gennaio 2014 Palazzetto dello Sport, Rovigo | Beng Rovigo | 0 - 3 | San Casciano    | 23-25, 21-25, 21-25               |
| 13ª giornata - 2 febbraio 2014 PalaGeorge, Montichiari        | Flero       | 3 - 0 | Beng Rovigo     | 25-21, 25-16, 25-18               |
| 14ª giornata - 9 febbraio 2014 Palazzetto dello Sport, Rovigo | Beng Rovigo | 3 - 2 | Pro Victoria    | 23-25, 22-25, 25-13, 25-23, 15-8  |
| 15ª giornata - 16 febbraio 2014 PalaScoppa, Soverato          | Soverato    | 3 - 2 | Beng Rovigo     | 23-25, 26-24, 25-18, 15-25, 16-14 |
| 16ª giornata - 2 marzo 2014 Palazzetto dello Sport, Rovigo    | Beng Rovigo | 3 - 0 | New Libertas    | 25-20, 25-23, 25-21               |
| 17ª giornata - 9 marzo 2014 PalaPozzillo, Sala Consilina      | Antares     | 3 - 0 | Beng Rovigo     | 25-16, 25-22, 27-25               |
| 18ª giornata - 16 marzo 2014 Palazzetto dello Sport, Rovigo   | Beng Rovigo | 2 - 3 | Neruda          | 22-25, 19-25, 25-23, 25-22, 13-15 |
| 19ª giornata - 23 marzo 2014 PalaRavizza, Pavia               | Pavia       | 3 - 1 | Beng Rovigo     | 25-27, 25-16, 25-17, 25-19        |
| 20ª giornata - 30 marzo 2014 Palazzetto dello Sport, Rovigo   | Beng Rovigo | 3 - 0 | Savino Del Bene | 25-23, 25-17, 25-22               |
| 21ª giornata - 6 aprile 2014 Palazzetto dello Sport, Rovigo   | Beng Rovigo | 2 - 3 | Cadelbosco      | 25-20, 18-25, 25-22, 12-25, 12-15 |
| 22ª giornata - 13 aprile 2014 PalaCampagnola, Schio           | Towers      | 3 - 2 | Beng Rovigo     | 25-27, 25-22, 25-23, 21-25, 16-14 |

#### Play-off promozione
| Quarti di finale (andata) - 16 aprile 2014 Palazzetto dello Sport, Rovigo | Beng Rovigo  | 3 - 2 | Pro Victoria | 16-25, 27-25, 25-23, 22-25, 15-10 |
| Quarti di finale (ritorno) - 19 aprile 2014 Palazzetto dello Sport, Monza | Pro Victoria | 3 - 1 | Beng Rovigo  | 25-16, 23-25, 25-14, 25-18        |

### Coppa Italia di Serie A2

#### Fase a eliminazione diretta
| Ottavi di finale (andata) - 10 novembre 2013 Palazzetto dello Sport, Rovigo | Beng Rovigo  | 3 - 0 | Antares      | 27-25, 25-22, 25-20               |
| Ottavi di finale (ritorno) - 17 novembre 2013 PalaPozzillo, Sala Consilina  | Antares      | 1 - 3 | Beng Rovigo  | 25-20, 26-24, 20-25, 18-25        |
| Quarti di finale (andata) - 19 gennaio 2014 Palazzetto dello Sport, Rovigo  | Beng Rovigo  | 2 - 3 | Pro Victoria | 25-27, 14-25, 30-28, 25-14, 10-15 |
| Quarti di finale (ritorno) - 22 gennaio 2014 Palazzetto dello Sport, Monza  | Pro Victoria | 3 - 0 | Beng Rovigo  | 25-21, 25-21, 25-15               |

## Statistiche

### Statistiche di squadra
| Competizione             | Punti | In casa | In casa | In casa | In trasferta | In trasferta | In trasferta | Totale | Totale | Totale |
| Competizione             | Punti | G       | V       | P       | G            | V            | P            | G      | V      | P      |
| ------------------------ | ----- | ------- | ------- | ------- | ------------ | ------------ | ------------ | ------ | ------ | ------ |
| Serie A2                 | 33    | 12      | 8       | 4       | 12           | 3            | 9            | 24     | 11     | 13     |
| Coppa Italia di Serie A2 | -     | 2       | 1       | 1       | 2            | 1            | 1            | 4      | 2      | 2      |
| Totale                   | -     | 14      | 9       | 5       | 14           | 4            | 10           | 28     | 13     | 15     |

G = partite giocate; V = partite vinte; P = partite perse

### Statistiche dei giocatori
| Giocatore      | Serie A2 | Serie A2 | Serie A2 | Serie A2 | Serie A2 | Coppa Italia di Serie A2 | Coppa Italia di Serie A2 | Coppa Italia di Serie A2 | Coppa Italia di Serie A2 | Coppa Italia di Serie A2 | Totale | Totale | Totale | Totale | Totale |
| Giocatore      | P        | PT       | AV       | MV       | BV       | P                        | PT                       | AV                       | MV                       | BV                       | P      | PT     | AV     | MV     | BV     |
| -------------- | -------- | -------- | -------- | -------- | -------- | ------------------------ | ------------------------ | ------------------------ | ------------------------ | ------------------------ | ------ | ------ | ------ | ------ | ------ |
| M. Agostinetto | 24       | 418      | ?        | ?        | ?        | 4                        | 63                       | 55                       | 6                        | 2                        | 28     | 481    | ?      | ?      | ?      |
| C. Agostini    | 16       | 3        | ?        | ?        | ?        | 3                        | 1                        | 0                        | 0                        | 1                        | 19     | 4      | ?      | ?      | ?      |
| C. Aluigi      | 18       | 113      | ?        | ?        | ?        | 3                        | 6                        | 4                        | 1                        | 1                        | 21     | 119    | ?      | ?      | ?      |
| R. Brusegan    | 24       | 196      | ?        | ?        | ?        | 4                        | 37                       | 15                       | 19                       | 3                        | 28     | 233    | ?      | ?      | ?      |
| C. Cervella    | 13       | -        | -        | -        | -        | 1                        | -                        | -                        | -                        | -                        | 14     | -      | -      | -      | -      |
| L. Cheli       | 11       | 22       | ?        | ?        | ?        | 3                        | 4                        | 2                        | 2                        | 0                        | 14     | 26     | ?      | ?      | ?      |
| L. Crepaldi    | 24       | 234      | ?        | ?        | ?        | 4                        | 20                       | 16                       | 4                        | 0                        | 28     | 254    | ?      | ?      | ?      |
| V. Giacomel    | 18       | -        | -        | -        | -        | 4                        | -                        | -                        | -                        | -                        | 22     | -      | -      | -      | -      |
| G. Kotlar      | 19       | 40       | ?        | ?        | ?        | 4                        | 6                        | 4                        | 0                        | 2                        | 23     | 46     | ?      | ?      | ?      |
| D. Nardini     | 24       | 211      | ?        | ?        | ?        | 4                        | 16                       | 12                       | 4                        | 0                        | 28     | 227    | ?      | ?      | ?      |
| E. Peluso      | 24       | 43       | ?        | ?        | ?        | 4                        | 2                        | 1                        | 1                        | 0                        | 28     | 45     | ?      | ?      | ?      |
| S. Pistolato   | 16       | 168      | ?        | ?        | ?        | 4                        | 29                       | 28                       | 0                        | 1                        | 20     | 197    | ?      | ?      | ?      |
| J. Rossini     | 20       | 85       | ?        | ?        | ?        | 4                        | 41                       | 35                       | 3                        | 3                        | 24     | 126    | ?      | ?      | ?      |

P = presenze; PT = punti totali; AV = attacchi vincenti; MV = muri vincenti; BV = battute vincenti